# Uzasadnianie twierdzeń naukowych
Uzasadnianie twierdzeń naukowych to wykazywanie – zgodnie z obowiązującymi w określonym czasie i konkretnej nauce rygorami – że dany pogląd zasługuje na (przynajmniej wstępną) akceptację uczonych. Inaczej mówiąc, jest to przedstawienie argumentów, że istnieją pewne ważkie racje przemawiające za prawdziwością lub przynajmniej wiarygodnością tego poglądu przy braku znajomości racji przeciwnych. Uczony to człowiek, który nie tylko coś twierdzi, lecz zarazem uzasadnia to, co twierdzi.
Ogólnie można powiedzieć, że „uzasadnić jakieś twierdzenie to tyle, co dojść do niego na takiej drodze, która bądź gwarantuje temu twierdzeniu prawdziwość, bądź zapewnia mu przynajmniej wysoki stopień prawdopodobieństwa”.

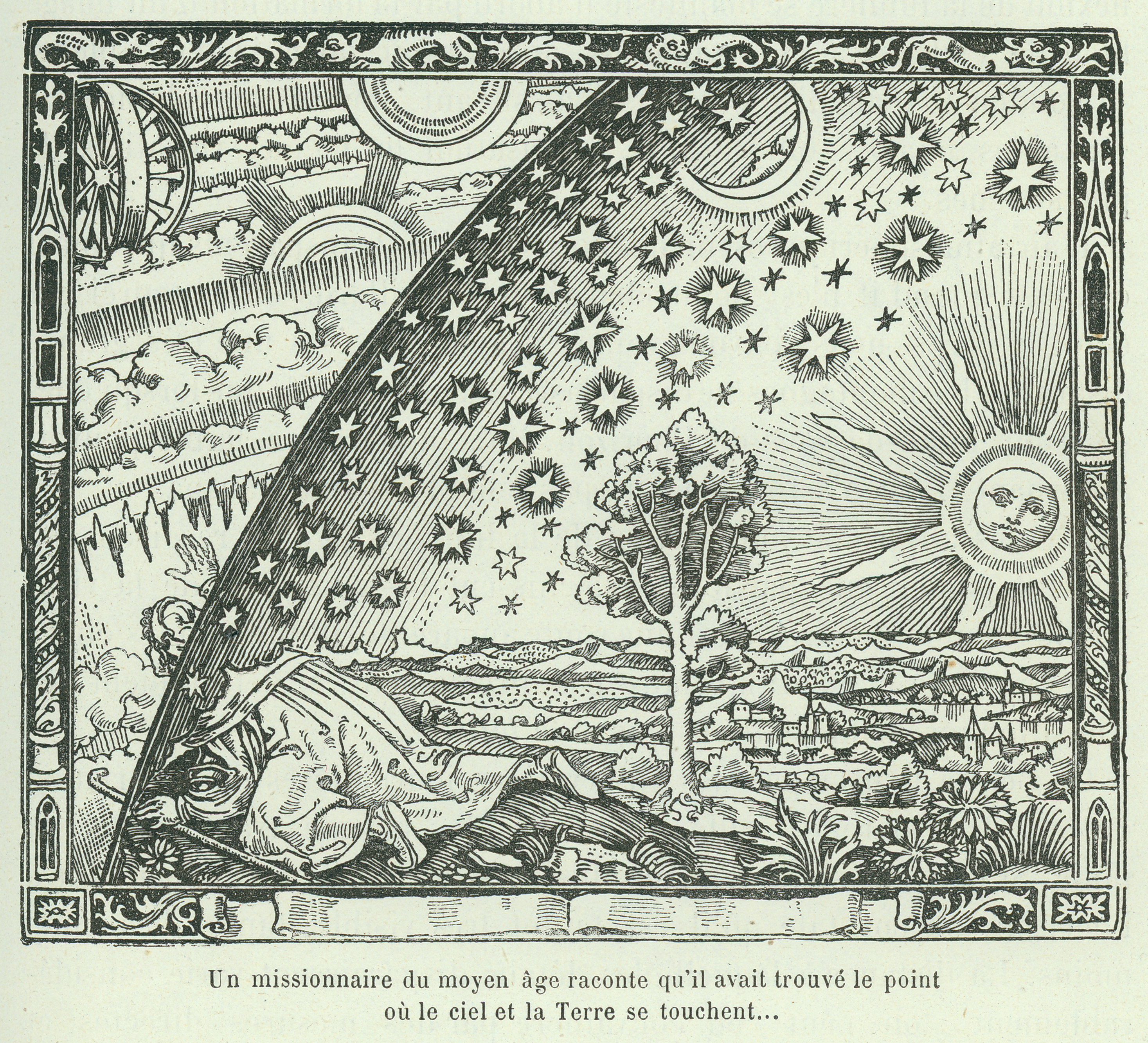
Drzeworyt Flammariona: „Kres ziemi” lub „Średniowieczny uczony”.
Jest to ilustracja nieznanego autora z okresu średniowiecza zamieszczona w 1888 r. w pracy Camille Flammariona (stąd jej nazwa) pt.: L'atmosphère: météorologie populaire. Drzeworyt przedstawia średniowiecznego uczonego – misjonarza, który dotarł do „kresu ziemi”, to znaczy do miejsca, gdzie „niebo styka się z ziemią” i zajrzał poza sferę niebieską. Zobaczył tam tajemnicze Empireum (wg Dantego Alighieri, w Boskiej komedii, było siedzibą Boga), czyli można powiedzieć – poznał cały Wszechświat. Gdyby to było możliwe, a Wszechświat byłby tak mały, jak na ilustracji, to wszystkie twierdzenia naukowe byłyby zarówno weryfikowalne jak też falsyfikowalne. Jak wynika jednak z danych współczesnej astronomii i kosmologii, Wszechświat jest olbrzymi, a być może nawet materialnie i czasoprzestrzennie nieskończony, a to uniemożliwia weryfikację lub falsyfikację niektórych rodzajów twierdzeń naukowych.

Uzasadnianie naukowe jest specyficznym rodzajem uzasadniania. Wyróżnia się racjonalnym charakterem oraz ścisłym dopasowaniem stosowanych środków do stawianych celów. Jego racjonalność polega na braniu pod uwagę jedynie argumentów i racji czysto rzeczowych, z pominięciem takim motywów, jak ślepy autorytet, nieczuła na nowe wyniki poznawcze tradycja, wiara, pragnienia („pobożne życzenia”) i inne. Procedura uzasadniania odgrywa w nauce ważną rolę selektora wiedzy naukowej: tylko te wyniki badań wchodzą do skarbnicy dojrzałej wiedzy naukowej, które uzyskują dostateczne uzasadnienie naukowe.

## Niejednorodność wiedzy naukowej
Wiedzy naukowej nie można ograniczać wyłącznie do wiedzy dojrzałej, dobrze uzasadnionej. Do nauki należą także nowo tworzone hipotezy naukowe, a nawet pierwsze luźne pomysły uczonych i swobodne przypuszczenia, które pozwalają  nauce się rozwijać. Dlatego w nauce można wyróżnić dwa obszary wiedzy.
- Pierwszy tworzy wiedza dojrzała, sprawdzona, dobrze i wszechstronnie uzasadniona. Występuje ona zazwyczaj w postaci rozbudowanych i utrwalonych teoretycznie i doświadczalnie systemów teoretycznych, którą to wiedzę można nazwać umownie dojrzałą wiedzą naukową.
- Drugi obszar wiedzy naukowej to wiedza niedojrzała, tymczasowa, jeszcze niesprawdzona, występująca w postaci domysłów, przypuszczeń i hipotez. Można ją nazwać wiedzą hipotetyczną.

Jeśli dojrzała wiedza naukowa wyróżnia się dostatecznym sprawdzeniem, czyli uzasadnieniem, to naukowa wiedza hipotetyczna powinna się odznaczać wysokim stopniem sprawdzalności, który umożliwi jej wszechstronne uzasadnienie w przyszłości. Dlatego przed uczonymi stoi podwójne zadanie: pomnażać naukową wiedzę hipotetyczną, czyli formułować nowe pomysły i hipotezy, oraz pomnażać naukową wiedzę teoretyczną, czyli sprawdzać i selekcjonować hipotezy, przekształcając w ten sposób przynajmniej niektóre z nich w dojrzałe teorie naukowe.
Nie znaczy to, że wiedzę tworzoną przez uczonych można sztywno podzielić dychotomicznie na wiedzę uzasadnioną oraz wiedzę nieuzasadnioną naukowo. Niemal wszystkie podziały dychotomiczne w naukach, poza logiką i matematyką, są przybliżone i schematyczne. Wiedza jest stopniowalna także pod względem mocy uzasadnienia, a uczonych obowiązuje zasada racjonalności przekonań, która mówi – w sformułowaniu podanym przez Kazimierza Ajdukiewicza – że stopień przekonania, z jakim głosi się dany pogląd, powinien odpowiadać stopniowi jego uzasadnienia.
Zasada powyższa – uzależniająca siłę przekonania od siły racji – zezwala uczonym formułować i głosić publicznie najbardziej śmiałe przypuszczenia i pomysły, bez czego nauka nie mogłaby się rozwijać. Karl Popper mówi krótko: „metoda nauki to metoda śmiałych hipotez oraz dociekliwych i surowych prób ich obalenia”. Nie wolno jedynie uczonym przedstawiać swoich nowych pomysłów i hipotez jako dobrze już ugruntowanych koncepcji czy teorii, zasługujących na powszechną akceptację bez dalszego sprawdzenia.
Rozmaite rodzaje twierdzeń naukowych różnią się szczególnie tym, że podlegają odmiennym sposobom i rodzajom uzasadniania. „Pojęcie uzasadnienia odgrywa centralną rolę w metodologii nauk, która czyniąc twierdzenia naukowe przedmiotem swoich badań, poświęca głównie swą uwagę sposobom ich uzasadnienia i czyni te sposoby uzasadnienia zasadą podziału nauk, dzielą je na nauki dedukcyjne i indukcyjne lub na aprioryczne i empiryczne, zależnie od tego, jakimi sposobami czy też metodami uzasadniania swych twierdzeń się posługują”.

## Podstawowe odmiany uzasadniania naukowego

Ogólny schemat uzasadniania twierdzeń naukowych

Główne odmiany uzasadniania naukowego to dowodzenie oraz sprawdzanie empiryczne. Uzasadnianie twierdzeń odbywa się na drodze odwołania się 
- albo do ich założeń (tj. do ich racji), czyli twierdzeń, z których one wynikają, i wtedy mówi się o dowodzeniu,
- albo do ich implikacji (konsekwencji, następstw), czyli twierdzeń, które z nich wynikają, i wówczas dochodzi się do sprawdzania empirycznego[8].

Dowodzenie jest podstawową metodą uzasadniania w naukach matematycznych (logice i matematyce), zwanych też tradycyjnie naukami formalnymi, natomiast sprawdzanie empiryczne stanowi podstawową metodę uzasadniania zarówno w naukach przyrodniczych, jak i społecznych, a także praktycznych (stosowanych).

### Dowodzenie
Dowodzenie to w zasadzie rozumowanie (wnioskowanie) dedukcyjne. Polega ono na uwierzytelnianiu prawdziwości danego twierdzenia, które nie zostało uznane jeszcze za prawdziwe na podstawie innych twierdzeń uznanych za prawdziwe, np. aksjomatów wcześniej uznanych za prawdziwe. „Dowodzenie jest to proces myślowy polegający na rozwiązywaniu zadania, które domaga się, by pewne zdanie całkowicie dane w samym zadaniu wywnioskować ze zdań innych już uprzednio uznanych”.
Uzasadnianie w naukach matematycznych ma zatem – przynajmniej w przeważającej liczbie przypadków oraz w głównym swym postępowaniu – charakter dedukcyjny, ponieważ dowodzenie – to uzasadnianie dedukcyjne, które odznacza się niezawodnością. Taki charakter ma zarówno dowodzenie wprost, jak i dowodzenie nie wprost (apagogiczne). O jego dedukcyjności a zarazem niezawodności logicznej świadczy fakt, że wnioskowanie to przebiega zgodnie z kierunkiem wynikania: od racji (R) do następstwa (N). Zgodnie z logiką prawdziwość racji pociąga prawdziwość następstwa: R → N.
- Dowodzenie wprost polega na uzasadnieniu, że dane twierdzenie wynika logicznie (tzn. zgodnie z prawami logiki) z twierdzeń uznanych wcześniej za prawdziwe, np. z aksjomatów.
- Natomiast dowodzenie nie wprost polega na próbnym założeniu, że prawdziwe jest sformułowanie stanowiące zaprzeczenie twierdzenia dowodzonego oraz wykazaniu, że założenie to prowadzi do absurdu, czyli do logicznej sprzeczności (tzn. do istnienia dwóch twierdzeń sprzecznych ze sobą)[12].

### Sprawdzanie empiryczne
Sprawdzanie (empiryczne) nie jest procedurą wyłącznie myślową. Polega ono na uzasadnieniu danego twierdzenia w drodze konfrontacji prognozy z faktami empirycznymi (doświadczeniem). Twierdzenia oparte bezpośrednio na doświadczeniu uzasadnia się poprzez obserwację, pomiar lub eksperyment. 
- Obserwacja polega na dochodzeniu do sądów spostrzeżeniowych[13].
- Pomiar (nazywany też niekiedy obserwacją ilościową) przyporządkowuje obserwowanym przedmiotom liczby rzeczywiste, wyznaczające np. długość, odległość, wielkość masy itp.[14].
- Eksperyment jest to „zabieg polegający na wytworzeniu przedmiotu lub zjawiska w tym celu, by go obserwować, oraz na dokonaniu tej obserwacji”[13].

Weryfikacja prognozy oznacza potwierdzenie sprawdzanego twierdzenia. Wnioskowanie przebiega tu w kierunku odwrotnym niż wynikanie, czyli od następstwa do racji: N --→  R. Zatem sprawdzanie empiryczne ma charakter redukcyjny i jest procedurą logicznie zawodną, ponieważ prawdziwość następstwa (N) nie pociąga racji (R), lecz jedynie zwiększa jej wiarygodność (stopień konfirmacji).
Między dowodzeniem, a sprawdzaniem empirycznym zachodzą zatem trzy podstawowe różnice:
1. odwołanie się do racji logicznej lub do następstw empirycznych
2. charakter dedukcyjny lub redukcyjny (w szczególności indukcyjny)
3. niezawodność lub zawodność.

## Rodzaje sprawdzania empirycznego
Sprawdzanie empiryczne dzieli się na pozytywne oraz negatywne.
Sprawdzanie empiryczne pozytywne może być całkowite, zwane weryfikacją albo częściowe, zwane potwierdzeniem lub konfirmacją.
Z kolei sprawdzanie negatywne to bądź wykazywanie fałszywości danego twierdzenie jeszcze nieuznanego za fałszywe (falsyfikacja), bądź też postępowanie zmierzające do zmniejszenia jego pewności na podstawie jego logicznych następstw (dyskonfirmacja).

### Weryfikacja
Weryfikacja (łac. veritas – prawda) to uzasadnienie prawdziwości danego twierdzenia lub zbioru twierdzeń. Termin ten bywa niekiedy stosowany w szerszym znaczeniu, kiedy weryfikacją nazywa się wszystkie rodzaje sprawdzania empirycznego, a nawet wszystkie rodzaje uzasadniania.

### Konfirmacja
Konfirmacja to weryfikacja „częściowa” twierdzenia, częściowe jego potwierdzenie, zwiększenie wiarygodności. Z uwagi na wieloznaczność terminu konfirmacja, Karl Popper wprowadził określenie „koroboracja”, rozumiane jako potwierdzenie, ale nie w odniesieniu do poszczególnych twierdzeń, lecz do teorii. „Dopóki teoria wychodzi zwycięsko z drobiazgowych i surowych testów i dopóki – za sprawą postępu nauki – inna teoria nie zajmie jej miejsca, możemy powiedzieć, że «okazała hart», lub że została «potwierdzona» (corroborated) przez dotychczasowe doświadczenie”.
W latach trzydziestych XX wieku dostrzeżono, że teoria konfirmacji, którą posługiwali się metodolodzy nauki zajmujący się sprawdzaniem praw i teorii empirycznych zawiera w sobie zasadniczą dwuznaczność. Indukcjoniści, zwani też weryfikacjonistami (R. Carnap, Reichenbach i inni) stopniem konfirmacji nazywali prawdopodobieństwo logiczne praw i teorii wyznaczone przez ilość oraz jakość faktów zgodnych z danym prawem lub teorią.

### Falsyfikacja
Falsyfikacja (łac. falsus – fałsz) to wykazanie fałszywości, czyli obalenie danego twierdzenia (np. prawa) lub zbioru twierdzeń (np. teorii).

### Dyskonfirmacja
Dyskonfirmacja to proces, który prowadzi do zmniejszenia stopnia pewności (uzasadnienia, wiarygodności) danego twierdzenia, do jego osłabienia i podważenia.

## Rodzaje twierdzeń i możliwości ich sprawdzania
Poniższa tabela przedstawia (w przybliżeniu), jakim typom sprawdzania empirycznego podlegają poszczególne rodzaje twierdzeń.
| Rodzaj twierdzenia                | Weryfikacja | Konfirmacja | Falsyfikacja | Dyskonfirmacja |
| --------------------------------- | ----------- | ----------- | ------------ | -------------- |
| Jednostkowe atomowe               | +           | +           | +            | +              |
| Jednostkowe molekularne           | +           | +           | +            | +              |
| Egzystencjalne „czyste"           | +           | +           | −            | +              |
| Egzystencjalne „mieszane          | −           | +           | −            | +              |
| Numerycznie ogólne (enumeracyjne) | −           | +           | +            | +              |
| Ściśle ogólne (uniwersalne)       | −           | +           | +            | +              |

Jak pokazuje tabela, tylko twierdzenia jednostkowe (atomowe i molekularne) poddają się wszystkim czterem procedurom sprawdzania, ponieważ są to twierdzenia pozbawione kwantyfikatorów. Mały kwantyfikator (egzystencjalny, szczegółowy) z reguły pozbawia twierdzenia możliwości ich falsyfikacji. Natomiast duży kwantyfikator (ogólny, generalny) uniemożliwia często ich weryfikację. Twierdzenia ściśle ogólne, w tym prawa i złożone z nich teorie naukowe, nie dają się nigdy zweryfikować, ze względu na to, że ich zakres stosowalności jest czasoprzestrzenne nieograniczony. To oznacza, że nie można uzasadnić prawdziwości twierdzeń ściśle ogólnych w całym zasięgu ich domniemanej – zakładanej przez uczonych – stosowalności. Powyższa trudność bierze się stąd, że chcąc zweryfikować jakieś twierdzenie ściśle ogólne, np. „wszystkie istoty żywe są śmiertelne” lub „wszystkie obiekty fizyczne grawitują”, należałoby przebadać cały (być może nieskończony) Wszechświat i ustalić, że żadna istota żyjąca lub żaden obiekt fizyczny nie naruszają odnośnego twierdzenia.
Aby sfalsyfikować jakieś twierdzenie czysto egzystencjalne (np. twierdzenie „istnieją pegazy”) trzeba by – podobnie jak w przypadku weryfikacji twierdzeń ściśle ogólnych – przebadać cały Wszechświat i stwierdzić w tym przypadku, że żaden z jego obiektów nie jest pegazem. W nauce np. nie można uzasadnić, że nie istnieje Bóg z uwagi na niefalsyfikowalność twierdzeń czysto egzystencjalnych. Uczony starający się dowieść, że coś nie istnieje, przestaje być uczonym. Z kolei twierdzenia egzystencjalne mieszane nie są przeważnie ani weryfikowalne, ani falsyfikowalne ze względu na występujące w nich kwantyfikatory obydwu rodzajów.

## Falsyfikacja oraz konfirmacja – główne odmiany sprawdzania empirycznego
Z czterech przedstawionych rodzajów sprawdzania stosowanych w naukach empirycznych do najważniejszych należą falsyfikacja oraz konfirmacja. 
- Weryfikacja praw i teorii, zawierających najistotniejsze wyniki badań naukowych, nie jest możliwa, ponieważ niewykonalne jest przebadanie całego Wszechświata w celu potwierdzenia ich prawdziwości. Uwaga ta dotyczy także wszystkich twierdzeń ściśle ogólnych, gdyż ich zasięg czasoprzestrzenny jest nieograniczony.
- Dyskonfirmacja natomiast nie ma istotnego znaczenia, jej rola jest raczej przejściowa, dlatego że jeśli prawo lub teoria poddawane są dyskonfirmacji, to z czasem dąży się do ich obalenia czyli falsyfikacji.
- Prowadząc analizy metodologicznych procedur sprawdzania praw i teorii naukowych, najwięcej uwagi poświęca się procedurom konfirmacji oraz falsyfikacji jako podstawowym rodzajom sprawdzania twierdzeń ściśle ogólnych (uniwersalnych)[20][21].

## Schematy falsyfikacji
Schemat 1. (F) jest to schemat czysto logiczny, w którym na podstawie obserwacji (O) obala się prognozę i na tej podstawie odrzuca się sprawdzane prawo lub teorię (T). Falsyfikacja (F) przebiega w czterech etapach:
1. ze sprawdzanego prawa lub teorii wyprowadza się wniosek obserwacyjny (prognozę)
2. prognozę konfrontuje się z wynikiem doświadczenia na podstawie eksperymentu, pomiaru lub obserwacji
3. obala się prognozę
4. sprawdzane prawo (lub teoria) zostaje odrzucone

| Znak | Co oznacza                                                  |
| ---- | ----------------------------------------------------------- |
| →    | wnioskowanie dedukcyjne (niezawodne)                        |
| ∧    | spójnik „i”                                                 |
| ~    | negacja: „nie prawda, że...”                                |
| ∨    | alternatywa rozłączna „lub”                                 |
| --→  | strzałka przerywana oznacza zawodną procedurę potwierdzenia |
| ≡    | równoważność logiczna: „wtedy i tylko wtedy, gdy...”        |

Przy pomocy symboli logicznych Schemat 1. można przedstawić następująco:  
1. T → O (z prawa wyprowadza się prognozę)
2. , 3. T → O ∧ ~ O (prognoza zostaje obalona na mocy doświadczenia)
3. (T → O ∧ ~ O) → ~ T (odrzucenie prawa lub teorii)

Schemat 2. (F)
Z uwagi na to, że z samego prawa lub teorii nie można wyprowadzić dedukcyjnie żadnych wniosków obserwacyjnych, do sprawdzanego prawa (teorii) dodaje się opisy warunków początkowych (W), w których prawo jest testowane w celu uzyskania informacji prognostycznych czy wyjaśniających. Na przykład, przewidując czas lądowania skoczka spadochronowego, nie wystarczy odwołać się jedynie do prawa grawitacji, lecz należy także ustalić dokładnie pułap samolotu, jego prędkość, powierzchnię spadochronu, opór powietrza itp. W ten sposób prawo grawitacji zostaje zastosowane do konkretnego przypadku.
Symbolicznie:
1. T ∧ W → O
2. (T ∧ W → O ∧ ~ O) → ~ (T ∧ W)
3. (T ∧ W → O ∧ ~ O) → ~ T ∨ ~ W

W tej sytuacji zanegowanie prognozy prowadzi do zanegowania koniunkcji, wywiedzionej z tej prognozy, tzn. prawa (teorii) i warunków początkowych. Obalenie koniunkcji oznacza odrzucenie co najmniej jednego z jej składników. Zgodnie bowiem z prawem logicznym de Morgana: ~ (T ∧ W) ≡ ~ T ∨ ~ W.
Obalenie prognozy (O) powoduje dyskonfirmację (osłabienie) zarówno sprawdzanego prawa (T), jak i warunków początkowych (W). Jeśli one okażą się prawdziwe, można wyprowadzić wniosek o fałszywości prawa. W tym wypadku fałszywość prognozy nie pociąga jednoznacznie fałszywości prawa (jak w Schemacie 1.), lecz całej koniunkcji. Prawo może zostać uznane za sfalsyfikowane jedynie pod warunkiem uznania prawdziwości warunków początkowych.
Schemat 3. (F)
Pełny schemat falsyfikacji prawa lub teorii powinien uwzględniać nie tylko sprawdzane prawo i warunki początkowe, lecz także wiedzę towarzyszącą (hipotezy towarzyszące): Hn ∧ … ∧ Hn. Praw i teorii naukowych nie sprawdza się nigdy w izolacji, lecz zawsze w szerszym kontekście wiedzy towarzyszącej, złożonej z innych hipotez, praw i teorii. 
Symbolicznie:
1. (T ∧ H1 ∧ … ∧ Hn ∧ W → O ∧ ~ O) → ~ (T ∧ H1 ∧ … ∧ Hn ∧ W)
2. (T ∧ H1 ∧ … ∧ Hn ∧ W → O ∧ ~ O) → ~ T ∨ ~ H1 ∨ … ∨ ~ Hn ∨ ~ W

Jeżeli wykaże się prawdziwość hipotez towarzyszących i warunków początkowych, to zgodnie ze schematem prawo można uznać za sfalsyfikowane. Jest to warunek, który musi być spełniony. W przeciwnym wypadku można mówić jedynie o dyskonfirmacji sprawdzanego prawa lub teorii.
Komplikacja procedury falsyfikacji przez warunki początkowe (Schemat 2.) jest łatwiejsza do przezwyciężenia niż komplikacja powodowana przez hipotezy towarzyszące (Schemat 3.), ponieważ warunki początkowe są zazwyczaj opisywane przez twierdzenia jednostkowe, które podlegają dość łatwej weryfikacji, natomiast hipotezy towarzyszące są to prawa lub teorie, które (jako twierdzenia ściśle ogólne i ich zbiory) są nieweryfikowalne. Dlatego niezależnie od stopnia ich konfirmacji nie są one nigdy zweryfikowane.
Z powyższych ustaleń wynika, że falsyfikacja praw i teorii naukowych nie jest rzeczą prostą, gdyż nie jest procedurą czysto dedukcyjną, a zatem niezawodną. Jednakże kolejne obalanie coraz to nowych prognoz opartych na danym prawie lub teorii prowadzi uczonych do poszukiwania nowych głębszych praw i teorii, których prognozy zostają potwierdzone. W praktyce oznacza to falsyfikację tych wcześniejszych ustaleń teoretycznych. Taki przełom teoretyczny, jeśli jest dostatecznie radykalny (głęboki) może oznaczać rewolucję naukową – często rozumianą obecnie za T. S. Kuhnem – jako zmianę paradygmatu czyli wzorca badawczego danej dziedziny nauki.

## Schematy konfirmacji
Ze względu na fakt, że weryfikacja praw i teorii nie jest możliwa, uczeni i metodolodzy skupiają się na procedurze konfirmacji.
Schematy konfirmacji wyglądają podobnie jak schematy falsyfikacji, z tym że konfirmacja od początku jest procedurą zawodną (redukcyjną, tzn. prawdziwość prognozy nie pociąga – ze względów logicznych – prawdziwości sprawdzanego prawa lub teorii).
Schemat 1. (K)
1. wyprowadzenie ze sprawdzanego prawa lub teorii wniosku obserwacyjnego (prognozy O)
2. konfrontacja prognozy z wynikiem doświadczenia
3. stwierdzenie, że prognoza jest prawdziwa
4. potwierdzenie (konfirmacja) sprawdzanego prawa lub teorii

Symbolicznie:
1. T → O (wyprowadzenie prognozy)
2. , 3. T → O ∧ O (konfrontacja i sprawdzenie się prognozy)
3. T → O ∧ O --→ T (konfirmacja prawa lub teorii)

System teoretyczny poddawany jest konfirmacji na drodze sprawdzenia się prognozy.
Niemożność wyprowadzenia z samego systemu teoretycznego żadnej prognozy prowadzi do schematu drugiego.
Schemat 2. (K) W postaci końcowej wygląda następująco: 
- (T ∧ W → O ∧ O) --→ T ∧ W

W procesie konfirmacji teorii uwzględnia się również warunki początkowe. Zarówno teoria jak i warunki początkowe zostają skonfirmowane poprzez sprawdzenie się prognozy.
Schemat 3. (K) uwzględnia fakt, że interesujące prognozy wyprowadza się zwykle również przy uwzględnieniu wiedzy towarzyszącej (hipotez towarzyszących): H1, H2 itd. Końcową jego postać można zapisać tak: 
- (T ∧ H1 ∧ … ∧ Hn ∧ W → ∼ O ∧ O) --→ T ∧ H1 ∧ … ∧ Hn ∧ W

Branie pod uwagę wiedzy towarzyszącej oraz warunków początkowych nie zmienia istotnie wyniku końcowego konfirmacji. Jeśli prognoza się potwierdzi, sprawdzane prawo lub teoria zostają skonfirmowane (ale nadal nie są zweryfikowane).

## Samokrytycyzm wiedzy naukowej
Niezależnie od różnic w zakresie form i rodzajów uzasadniania wiedzy naukowej zachodzących między zwolennikami indukcjonizmu i antyindukcjonizmu (hipotetyzmu), zarówno współcześni uczeni jak też filozofowie nauki (metodolodzy) są zgodni co do tego, że nauka nie jest w stanie osiągać wiedzy absolutnie prawdziwej i absolutnie pewnej, czyli urzeczywistniać ideału episteme – sformułowanego przez Platona i Arystotelesa – który wyrażał ich przekonanie, że nauka (episteme) w odróżnieniu od wiedzy potocznej (mniemania – doxa) jest zdolna docierać do wiedzy ostatecznej i niepodważalnej.
Jeden z indukcjonistów Hans Reichenbach pisze: „Nie jest bowiem nauce dane dotarcie do prawdy lub fałszu (...) lecz twierdzenia nauki osiągnąć mogą jedynie ciągle stopnie prawdopodobieństwa, których nieosiągalną górną i dolną granicę stanowią prawda i fałsz”.
Podobnie twórca antyindukcjonizmu (hipotetyzmu) Karl R. Popper pisze:

Stary naukowy ideał episteme – absolutnie pewnej, dowodliwej wiedzy – okazał się mrzonką. Wymóg obiektywności naukowej w sposób nieunikniony prowadzi do tego, że każde twierdzenie nauki musi pozostać na zawsze tymczasowe. Może ono zostać potwierdzone, lecz każde potwierdzenie jest relatywne wobec innych twierdzeń, które same z kolei są tymczasowe. «Pewność absolutną» odnaleźć możemy tylko w subiektywnie odczutym przekonaniu, w subiektywnej wierze. (...)
Wraz z mrzonką pewności (włączając też mrzonkę stopni niedoskonałej pewności, czyli prawdopodobieństwa) padła jedna z zapór obskurantyzmu, zagradzających drogę postępowi nauki. Uleganie owej mrzonce ogranicza nie tylko śmiałość stawianych przez nas pytań, lecz także surowość i uczciwość naszych testów. Niewłaściwy pogląd na naukę zdradza się w dążeniu do tego, by mieć słuszność; bowiem naukowca nie czyni posiadanie wiedzy, nieodpartej prawdy, lecz uporczywa i zuchwale krytyczna pogoń za prawdą.
Czy musimy więc przyjąć postawę rezygnacji? Czy musimy powiedzieć, że nauka spełnia jedynie cel biologiczny; że może ona co najwyżej okazać hart w trakcie praktycznych zastosowań, mogących ją potwierdzić? Czy intelektualne problemy nauki są nierozwiązywalne? Nie jestem tego zdania. Nauka nie ściga nigdy złudnego celu, jakim jest nadawanie formułowanym odpowiedziom charakteru ostatecznego, czy choćby prawdopodobieństwa. Podąża raczej ku nieskończonemu, lecz osiągalnemu celowi: odkrywa ciągle nowe głębsze i ogólniejsze problemy oraz poddaje nasze zawsze tymczasowe odpowiedzi stale ponawianym i coraz bardziej surowym testom.